# Богородский сельсовет (Загорский район)
Богородский сельсовет — упразднённая административно-территориальная единица, существовавшая на территории Московской области в 1929—1939 годах.
Богородский сельсовет был образован в составе Сергиевского (с 1930 — Загорского) района Московского округа Московской области в 1929 году на территории бывшей Рогачёвской волости Сергиевского уезда.
17 июля 1939 года Богородский с/с был упразднён. При этом все его селения — Богородское и Отрада — были переданы в Выпуковский сельсовет.